# Transgènesi

Un diagrama que compara els canvis genètics aconseguits a través de la millora convencional de plantes i la transgènesi i cisgènesi

Transgènesi és el procés d'introduir un gen exogen anomenat un transgen – dins un organisme viu així l'organisme mostrarà una nova propietat i la transmetrà a la seva descendència (en anglès: offspring) La transgènesi pot ser facilitada pels liposomes, vector plàsmids, vector virals, injecció pronuclear, fusió de protoplast, i canó genètic que injecta ADN.
Un Organisme transgènic és capaç d'expressar gens forans, ja que el seu codi genètic és similar per a tots els organismes. Això significa que una seqüència d'ADN específica es codificarà per a la mateixa proteïna en tots els organismes.

## Ús de plàsmids de bacteris
L'ADN del plàsmid es talla fent servir enzims de restricció, mentre que l'ADN a ser copiat també es talla amb el mateix enzim de restricció produint acabaments enganxosos (sticky-ends). Això permet que l'ADN forà s'hibriditzi amb l'ADN del plàsmid i se segelli amb l'enzim ligasa de l'ADN.